# Willi Seibert
Willi Seibert (ur. 17 czerwca 1908 w Hanowerze, zm. 30 marca 1976) – SS-Standartenführer, członek SD, zbrodniarz hitlerowski.
W latach 1930–1932 studiował ekonomię na Uniwersytecie w Getyndze i uzyskał dyplom z ekonomii. 27 kwietnia 1933 wstąpił do NSDAP (numer członkowski 1.886.112). W czasie II wojny światowej był adiutantem Otto Ohlendorfa, dowódcy Einsatzgruppe D, która wymordowała na terenie Ukrainy ponad 90 000 ludzi.
Zasiadł na ławie oskarżonych w Procesie Einsatzgruppen. Zeznał, że jego szef Otto Ohlendorf był zwolennikiem samochodów – komór gazowych, które zastępowały masowe rozstrzeliwania. Został skazany na karę śmierci, którą zamieniono mu na 15 lat więzienia.